# 絶体絶命 (真行寺恵里の曲)
絶体絶命（ぜったいぜつめい）は真行寺恵里の3枚目のシングル。

## 内容
本作より、プロデュースを担当している月光恵亮が共同作詞・共同編曲も担当する。

## 批評
CDジャーナルは「近頃めずらしいバリバリのロック・タイプで、ハイ・トーン・ボイスとノイジーなギターの絡みがセクシー。弛緩させる音楽が多いなか、スリリングな音作りが新鮮」と評した。

## 収録曲
全曲　作詞：月光恵亮・真行寺恵里、作詞：真行寺恵里・伊藤真太朗、編曲：伊藤真太朗・月光恵亮
1. 絶体絶命
2. CAN'T BE AN ANGEL
3. 君のその手を離さずに